# Дилан Томас
Дилан Марлајс Томас (Свонзи, 27. октобар 1914 — Њујорк, 9. новембар 1953) је био велшки песник и писац.
Живећи неуредним, боемским животом, умро је у 39. години живота, за време турнеје у Њујорку. Остваривши изворну и импресивну визију надреализма, с доживљајима детињства у средишту, својом лириком заузео је једно од првих места у модерној енглеској поезији.

## Дела
- ”Портрет уметника као младог пса“
- ”Доктор и његови ђаволи“
- ”Под млечном шумом“[2]

## У популарној култури
- Име стрипском јунаку Дилану Догу дато је по Дилану Томасу.[3]